# 15. sekretariát ústředního výboru Komunistické strany Číny
15. sekretariát ústředního výboru Komunistické strany Číny (čínsky v českém přepisu Čung-kuo kung-čchan-tang ti-š’-wu-ťie čung-jang šu-ťi-čchu, pchin-jinem Zhōngguó Gòngchǎndǎng dìshíwǔjiè Zhōngyāng Shūjichù, znaky 中国共产党第十五届中央书记处) byl v letech 1997–2002 skupinou několika členů ústředního výboru Komunistické strany Číny, která byla částí širšího vedení Komunistické strany Číny a podílela se na každodenním řízení strany.
Patnáctý sekretariát byl zvolen 19. září 1997 na prvním zasedání 15. ústředního výboru zvoleného na závěr XV. sjezdu KS Číny. Sekretariát sestával ze sedmi osob – vedl jej Chu Ťin-tchao jako výkonný tajemník, členy sekretariátu byli dále Wej Ťien-sing, Ting Kuan-ken, Čang Wan-nien, Luo Kan, Wen Ťia-pao a Ceng Čching-chung. Z minulého volebního období zůstali Chu Ťin-tchao, Wej Ťien-sing, Ting Kuan-ken a Wen Ťia-pao, první tři se stejnými kompetencemi a odpovědností (po řadě vedoucí sekretariátu, tajemník kontrolní a diciplinární komise a předseda odborů, hlavní ideolog strany), pouze Wen Ťia-pao přešel ze stranického aparátu (v němž se zabýval ekonomickou politikou) do vlády na místo vicepremiéra pro zemědělství, finance, vědu a techniku a životní prostředí. Z nováčků se Čang Wan-nien zabýval záležitostmi armády, Luo Kan řídil sektor práva a bezpečnosti a Ceng Čching-chung dohlížel na organizaci strany a jmenování a přemisťování stranických funkcionářů.

## Složení sekretariátu
Jako úřad je uvedeno zaměstnání a funkce vykonávané v době členství v sekretariátu.
VSLZ a ČLPPS jsou Všečínské shromáždění lidových zástupců a Čínské lidové politické poradní shromáždění.
| Minulé období                            | Jméno                         | Rok narození                  | Úřady a funkce | Úřady a funkce                                                                           | Úřady a funkce | Další období                   |
| Minulé období                            | Jméno                         | Rok narození                  | civilní stranické | civilní státní a jiné                                                                    | vojenské | Další období                   |
| Výkonný tajemník sekretariátu            | Výkonný tajemník sekretariátu | Výkonný tajemník sekretariátu | Výkonný tajemník sekretariátu                                                                                        | Výkonný tajemník sekretariátu                                                            | Výkonný tajemník sekretariátu                                                                                             | Výkonný tajemník sekretariátu  |
| ---------------------------------------- | ----------------------------- | ----------------------------- | --- | ---------------------------------------------------------------------------------------- | --- | ------------------------------ |
| 14. politbyro, 14. sekretariát           | Chu Ťin-tchao 胡锦涛          | 1942                          | člen stálého výboru politbyra, ředitel Ústřední stranické školy                                                      | viceprezident                                                                            | místopředseda Ústřední vojenské komise KS Číny (od září 1999), místopředseda Ústřední vojenské komise ČLR (od října 1999) | 16., 17. politbyro             |
| Ostatní tajemníci sekretariátu           |                               |                               | |                                                                                          | |                                |
| 14. politbyro, 14. sekretariát           | Wej Ťien-sing 尉健行          | 1931                          | člen stálého výboru politbyra, tajemník Ústřední komise pro kontrolu disciplíny                                      | předseda Všečínské federace odborů                                                       | | –                              |
| 13., 14. politbyro, 13., 14. sekretariát | Ting Kuan-ken 丁关根          | 1929                          | člen politbyra, předseda ústřední komise pro řízení výstavby duchovní civilizace, vedoucí oddělení propagandy ÚV     |                                                                                          | | –                              |
| –                                        | Čang Wan-nien 张万年          | 1928                          | člen politbyra |                                                                                          | generálplukovník, místopředseda Ústřední vojenské komise KS Číny, místopředseda Ústřední vojenské komise ČLR              | –                              |
| –                                        | Luo Kan 罗干                  | 1935                          | člen politbyra, tajemník ústřední politické a právní komise                                                          | státní poradce Státní rady                                                               | | 16. politbyro                  |
| 14. politbyro, 13., 14. sekretariát      | Wen Ťia-pao 温家宝            | 1942                          | člen politbyra | místopředseda Státní rady (pro zemědělství, finance, vědu a techniku, životní prostředí) | | 16., 17. politbyro             |
| –                                        | Ceng Čching-chung 曾庆红      | 1939                          | kandidát politbyra, vedoucí Hlavní kanceláře ÚV (do března 1999), vedoucí organizačního oddělení ÚV (od března 1999) |                                                                                          | | 16. politbyro, 16. sekretariát |